# Zdeněk Starostka
Zdeněk Starostka (16. května 1932 – 19. března 2005) byl český fotbalový útočník.

## Hráčská kariéra
V československé lize hrál za OKD Ostrava (dobový název Baníku), vstřelil osm prvoligových branek.

### Reprezentace
Jednou nastoupil za B-mužstvo Československa, aniž by skóroval. Toto utkání se hrálo v neděli 19. října 1952 v Brně (stadion Sokola GZ Královo Pole) proti B-mužstvu Maďarska (nerozhodně 1:1).

### Prvoligová bilance
| Ročník             | Zápasy | Góly | Minuty | Klub        |
| ------------------ | ------ | ---- | ------ | ----------- |
| I. liga 1951       | 11     | 4    | –      | OKD Ostrava |
| I. liga 1952       | 13     | 4    | –      | OKD Ostrava |
| CELKEM I. ČS. LIGA | 24     | 8    | –      |             |